# Pandore (déesse)
Pour les articles homonymes, voir Pandore (homonymie).
Dans la mythologie grecque, Pandore (en grec ancien Πανδώρα / Pandốra) est une déesse infernale.
Elle n'est mentionnée que dans un passage des Argonautiques orphiques, ce qui fait d'elle une divinité assez confidentielle, peut-être rattachée spécifiquement aux traditions orphiques. Elle est invoquée par Médée lors de rites propitiatoires :

« Aussitôt se précipitèrent, des enfers, au milieu de la flamme, les déesses horribles, redoutables et invisibles. Celle que les enfers appellent Pandore avait un corps de fer ; avec elle, Hécate aux trois têtes [...]. Pandore et Hécate tournaient toutes les deux en rond autour de la fosse, et les Furies se ruaient avec elles dans des courses de Bacchantes. »

## Source
- Argonautiques orphiques [détail des éditions] [lire en ligne].